# Giovanni Andrea Pauletti
Giovanni Andrea Pauletti (né à Padoue en 1641, mort en 1705) est un historien et un archiviste italien du XVIIe siècle.

## Biographie
Giovanni Andrea Pauletti fut un espion au service du duc de Savoie Charles-Emmanuel II ce qui lui vaudra d'être emprisonné en mars 1682 dans les prisons de la Sérénissime.

## Œuvres
Il a écrit notamment :
- Historia di Torino con una succinta descrizione degli Stati di Casa Savoia, publié par Giovan Battista Pasquati en 1676,
- Le vittorie sicure della Triplice Lega contro dell'Ottomano protetta dalla lingua sacratissima del gloriosissimo santo Antonio di Padova en 1685,
- Il trionfo della fede en 1686.

## Sources
- (it) Cet article est partiellement ou en totalité issu de l’article de Wikipédia en italien intitulé « Giovanni Andrea Pauletti » (voir la liste des auteurs).